# Рудницький Віталій Павлович
Віталій Павлович Рудницький (нар. 4 грудня 1964, м. Луганськ) — колишній український футболіст. 

## Біографія
Закінчив Смоленський державний педагогічний інститут, факультет фізичного виховання, у 1986 році. Грав за команди «Зоря» (Луганськ), СКА (Київ). За «Ниву» (Тернопіль) провів 11 сезонів. Зіграв 302 матчі, забив 29 м'ячів. Майстер штрафних та одинадцятиметрових ударів. З вересня 2002 року працював на кафедрі спорту Тернопільської академії народного господарства на посаді викладача. На базі вузу створив і тренував жіночу футбольну команду «Іскра». 
У 2005-му Рудницький разом з сім'єю повернувся до Луганська. Там до початку російсько-української війни у 2014-му тренував дітей у дитячо-юнацькій школі Сорокиного. Після початку війни зайняв сторону російських окупантів і сепаратистів, брав участь у створенні федерації футболу так званої ЛНР.  